# Плотина Форт-Пек
Плотина Форт-Пек — самая крупная плотина на реке Миссури. Расположена в небольшом городке Форт-Пек, штат Монтана, США. Водохранилище плотины — Форт-Пек.
Включает в себя дамбу для защиты от наводнений и гидроэлектростанцию. Строительство длилось с 1933 по 1940 годы.  Производство электроэнергии началось в июле 1943 года.